# Semidalis absurdiceps
Semidalis absurdiceps är en insektsart som först beskrevs av Günther Enderlein 1908.  Semidalis absurdiceps ingår i släktet Semidalis och familjen vaxsländor. Inga underarter finns listade i Catalogue of Life.